# Баїшево (Зіанчуринський район)
Баї́шево (рос. Баишево, башк. Байыш) — присілок у складі Зіанчуринського району Башкортостану, Росія. Адміністративний центр Баїшевської сільської ради.
Населення — 431 особа (2010; 518 в 2002).
Національний склад:
- башкири — 99%